# 埼玉県道21号三郷松伏線

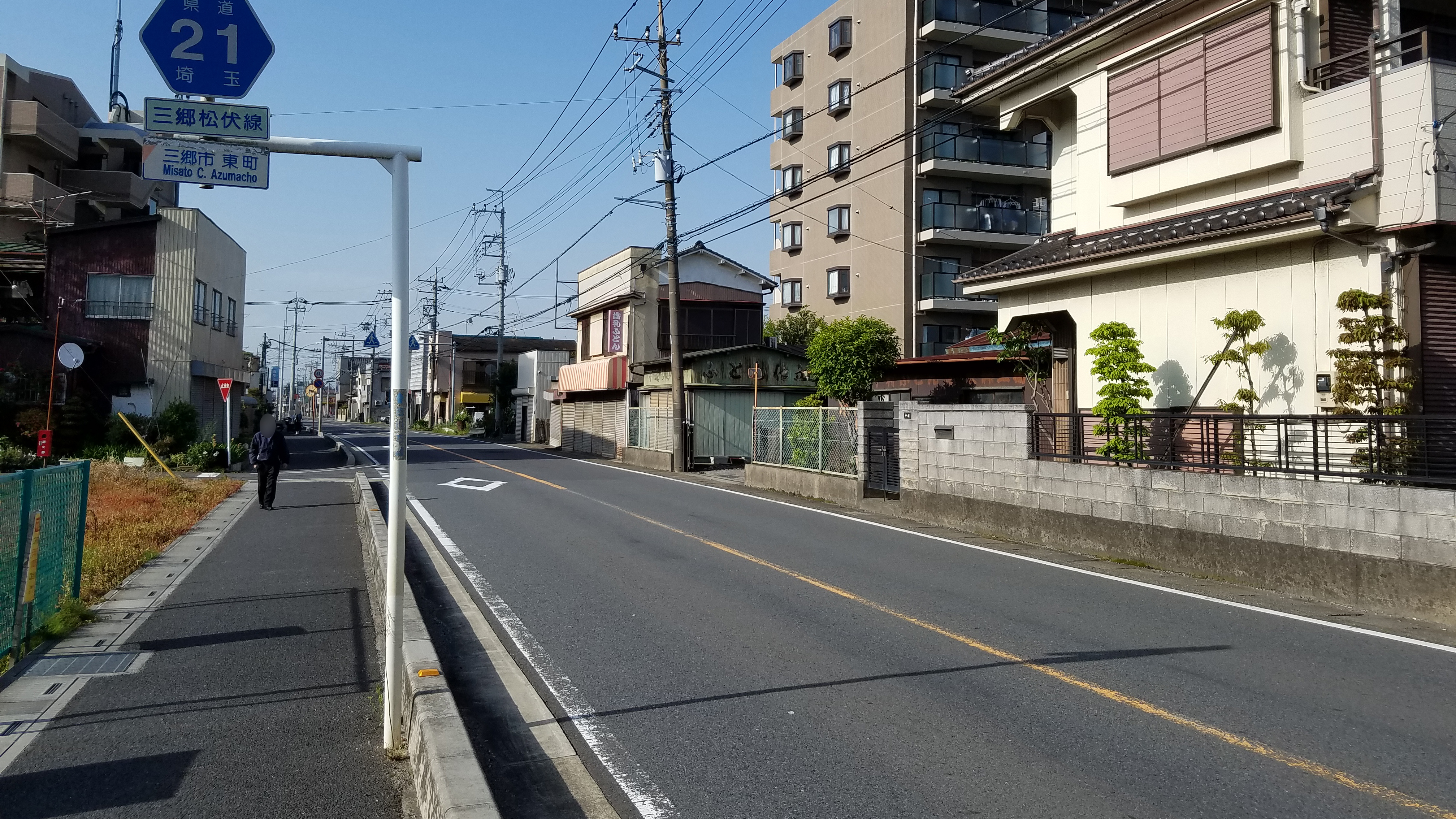
三郷市東町付近

埼玉県道21号三郷松伏線（さいたまけんどう21ごう みさとまつぶしせん）は、埼玉県三郷市から同県吉川市を経由して同県北葛飾郡松伏町に至る主要地方道である。

## 概要
1983年（昭和58年）4月1日に主要地方道の追加指定による整理により県道三郷松伏線が19号三郷松伏線として主要地方道に指定される。 ほぼ全線が江戸川に平行して走っており、三郷市内では大場川にも沿っている。
吉川市内では三輪野江バイパスが開通している。
2025年3月6日には吉川河川防災ステーションの建設のため、玉葉橋交差点の切り替えが行われた。

### 路線データ
- 起点：埼玉県三郷市高州2丁目（高州二丁目交差点）
- 終点：埼玉県北葛飾郡松伏町金杉（野田橋交差点）
- 実延長：18,676 メートル

## 路線状況

### 重複区間
- 埼玉県道376号上笹塚谷口線 / 駅前大橋交差点（埼玉県三郷市） - 鍋小路交差点（埼玉県吉川市）
- 埼玉県道326号川藤野田線 / 鍋小路交差点（埼玉県吉川市） - 玉葉橋交差点（埼玉県吉川市）

## 地理

### 通過する自治体
- 埼玉県
  - 三郷市
  - 吉川市
  - 北葛飾郡松伏町

### 交差する道路
| 交差する道路                                                | 交差点名           | 所在地 | 所在地         |
| ----------------------------------------------------------- | ------------------ | ------ | -------------- |
| 埼玉県道54号松戸草加線                                      | 高州二丁目（起点） | 埼玉県 | 三郷市         |
| 埼玉県道376号上笹塚谷口線                                   | 駅前大橋           | 埼玉県 | 三郷市         |
| 埼玉県道29号草加流山線                                      | 三郷3丁目          | 埼玉県 | 三郷市         |
| 埼玉県道52号越谷流山線                                      | 早稲田8丁目        | 埼玉県 | 三郷市         |
| 埼玉県道52号越谷流山線（三郷流山橋）                        |                    | 埼玉県 | 三郷市         |
| 埼玉県道377号加藤平沼線                                     | 三輪野江小前       | 埼玉県 | 吉川市         |
| 埼玉県道326号川藤野田線                                     | 鍋小路             | 埼玉県 | 吉川市         |
| 埼玉県道326号川藤野田線                                     | 玉葉橋             | 埼玉県 | 吉川市         |
| 埼玉県道19号越谷野田線                                      | 野田橋（終点）     | 埼玉県 | 北葛飾郡松伏町 |
| 埼玉県道42号松伏春日部関宿線 埼玉県道80号野田岩槻線（重複） |                    |        |                |

### 通過する鉄道と河川
- 大場川（八木郷橋）
- 三郷放水路（新大膳橋）
- 首都圏新都市鉄道つくばエクスプレス
- 大場川（早稲田橋）
- 武蔵野線

### 沿線の施設
| 施設                                             | 所在地 | 所在地 |
| ------------------------------------------------ | ------ | ------ |
| 三郷高州郵便局                                   | 三郷市 |        |
| 三郷市鷹野文化センター                           | 三郷市 |        |
| サンケイスポーツセンター                         | 三郷市 |        |
| 三郷中央駅（首都圏新都市鉄道つくばエクスプレス） | 三郷市 |        |
| 東京都水道局三郷浄水場取水所                     | 三郷市 |        |
| 三郷市学校給食センター（岩野木）                 | 三郷市 |        |
| 三郷駅（JR武蔵野線）                             | 三郷市 |        |
| 三郷市立早稲田小学校                             | 三郷市 |        |
| 三郷市文化会館                                   | 三郷市 |        |
| 三郷市立丹後小学校                               | 三郷市 |        |
| 光福院                                           | 三郷市 |        |
| 三郷市立前間小学校                               | 三郷市 |        |
| 吉川市立三輪之江小学校                           | 吉川市 |        |
| 吉川市立東中学校                                 | 吉川市 |        |
| 吉川公園                                         | 吉川市 |        |
| 吉川地区江戸川広域運動公園                       | 吉川市 |        |
| 吉川河川防災ステーション                         | 吉川市 |        |

## ギャラリー

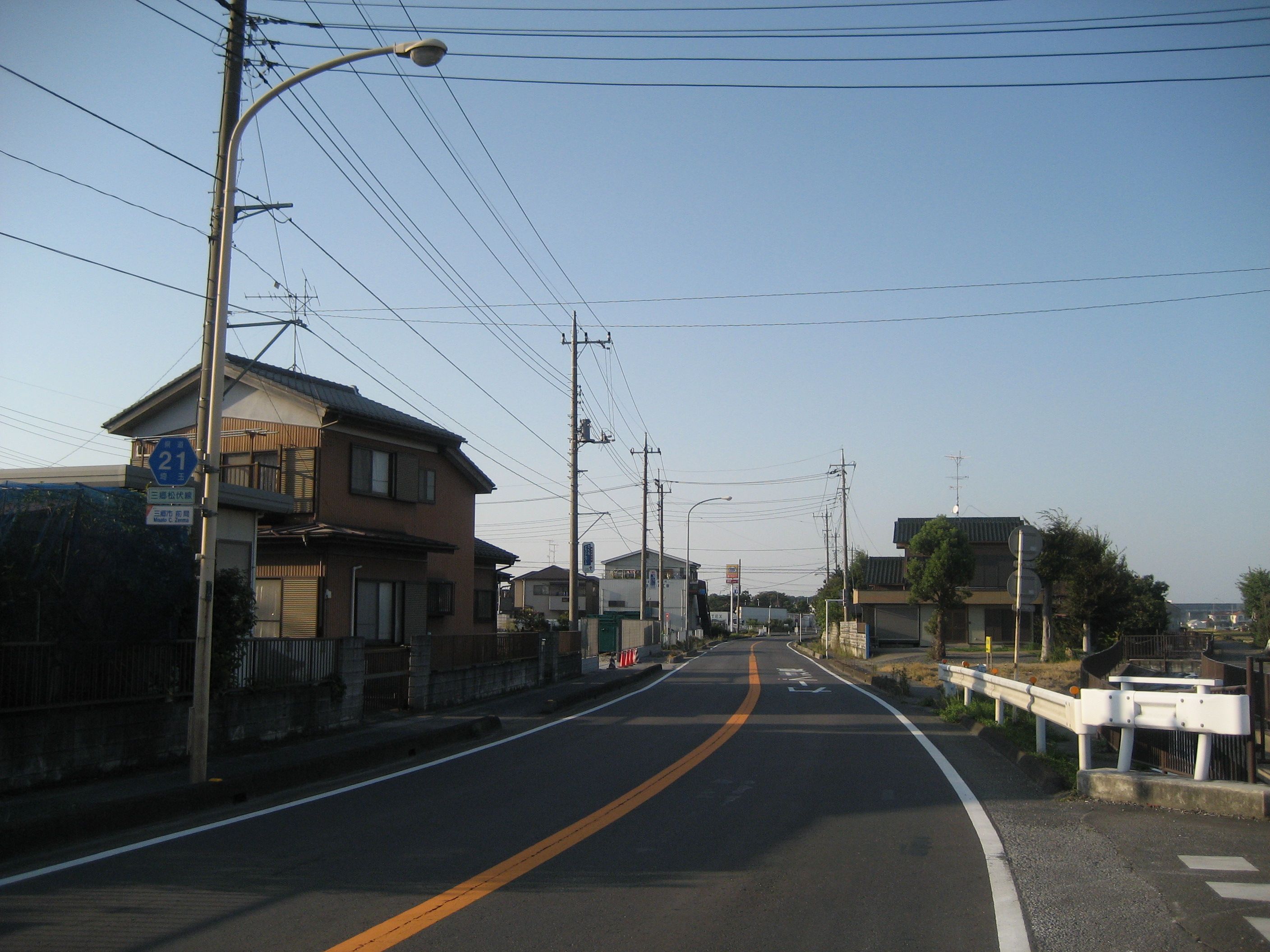
三郷市前間付近
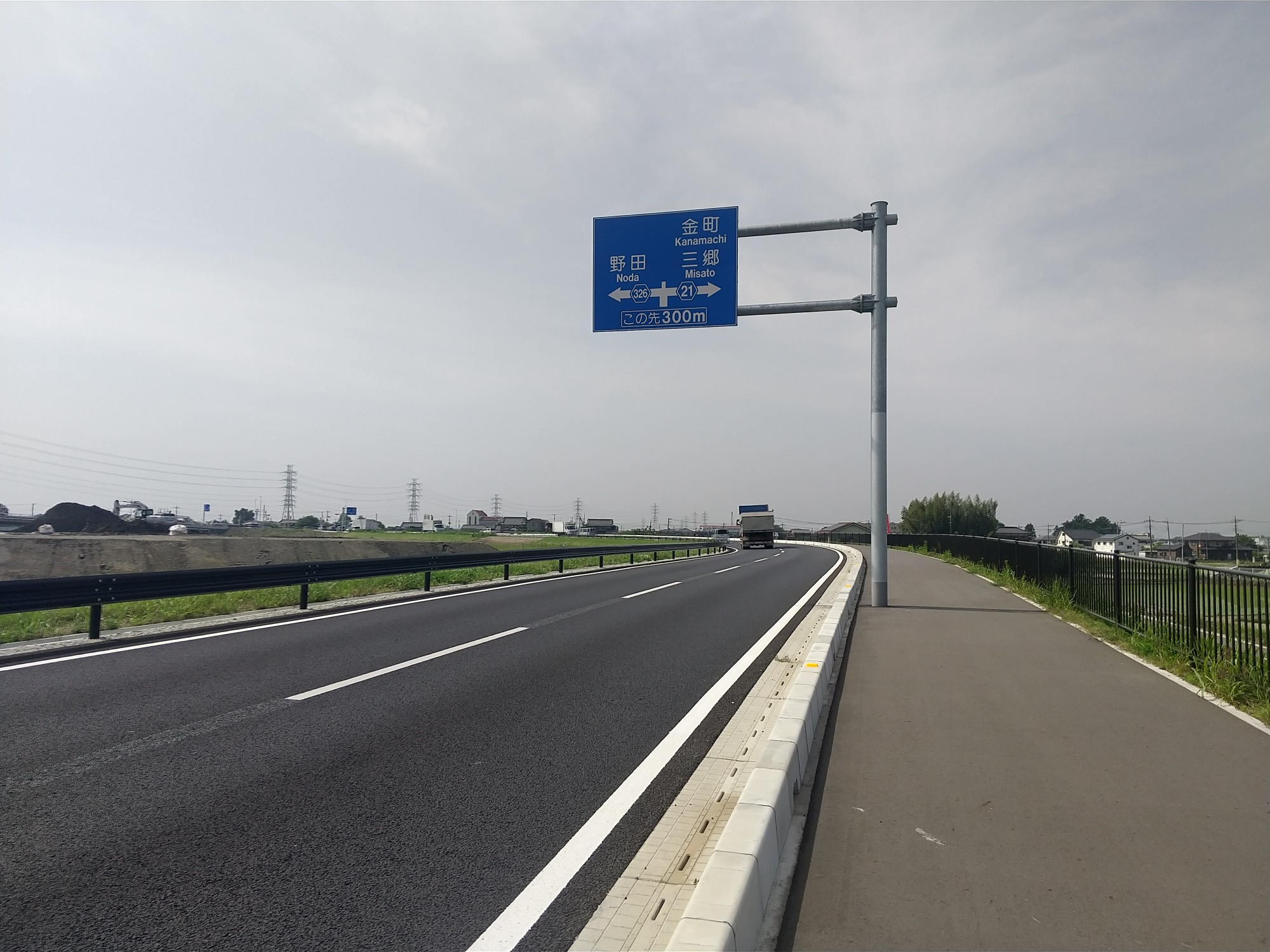
吉川市八子新田付近
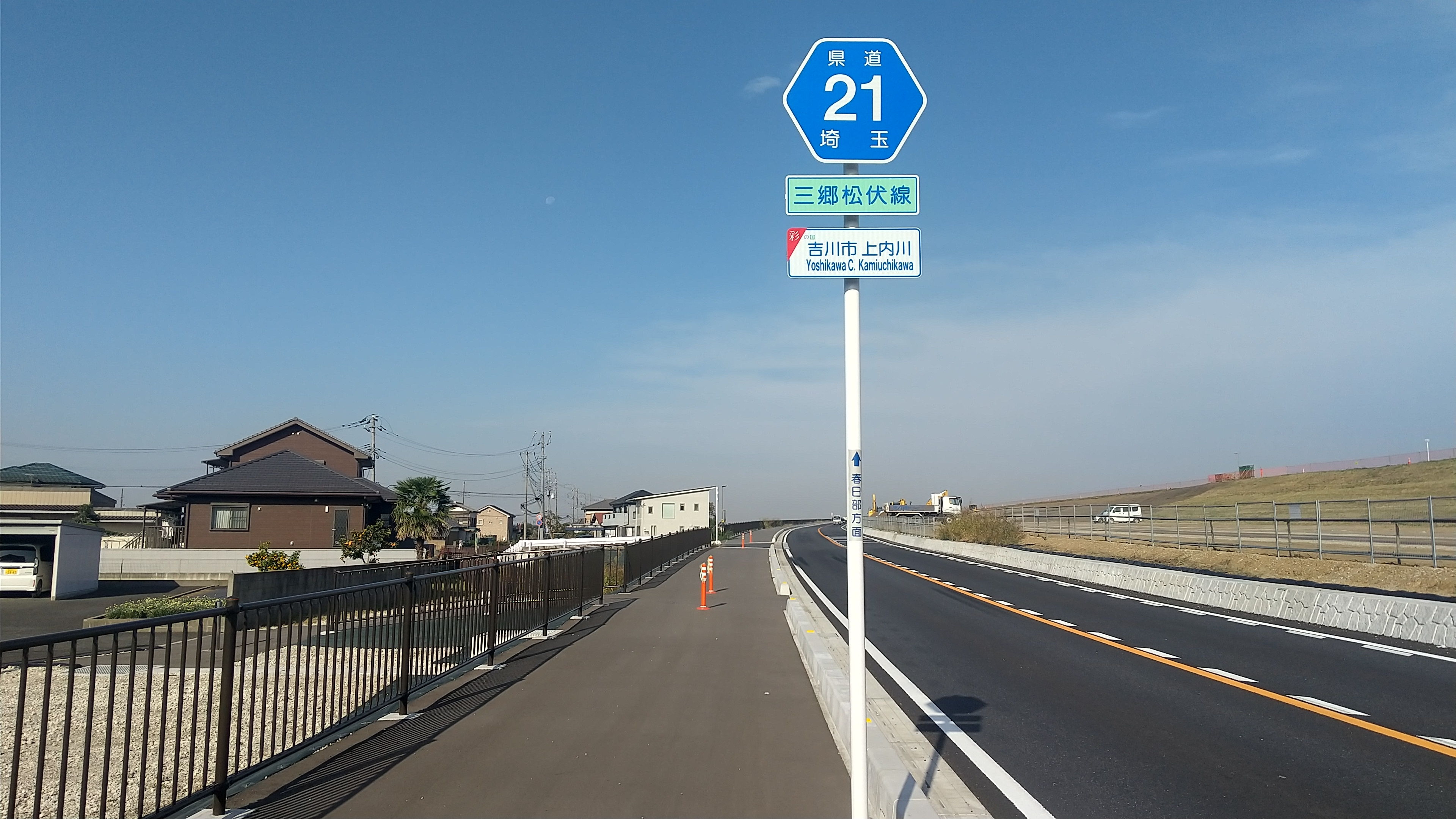
吉川市上内川付近